# بنيهارو
بنيهارو ملك الغوانش الأمازيغ، في جزيرة تينيريفي (جزر الكناري). حارب ألونسو فرنانديز دي لوغو، بالتعاون مع ملوك الجزر الأخرى.